# Anne Eugenia Felicia Morgan

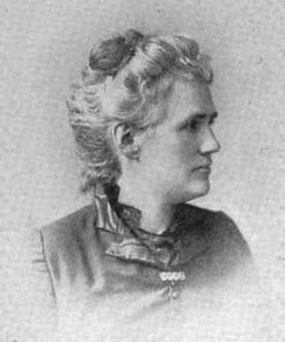
Anne Eugenia Felicia Morgan

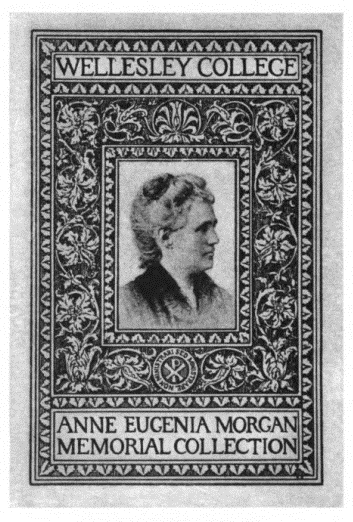
Die Morgan-Platte besteht aus einem Bild von Miss Morgan über dem College-Siegel

Anne Eugenia Felicia Morgan (* 3. Oktober 1845 in Oberlin, Ohio; † 1901 in Santa Clara County, Kalifornien) war eine US-amerikanische  Philosophin, Schriftstellerin, Spieleerfinderin und Hochschullehrerin.

## Leben und Werk
Morgan war die Tochter von Elizabeth Mary Leonard und John Morgan, einem Professor am Oberlin College.  Sie studierte psychologische Interpretation von Literatur, Musik und Kunst am Oberlin College mit einem Bachelor-Abschluss 1866 und einem Master-Abschluss 1869.  In New York City und Newark, New Jersey, leitete sie drei Jahre lang Kurse in Philosophie und Literatur. Anschließend studierte sie von 1872 bis 1874 Philosophie in Deutschland und unterrichtete ab 1875 Griechisch und Latein am Oberlin College. 1877 nahm sie eine Anstellung als Lehrerin in der klassischen Abteilung des Vassar College an und wurde 1878 als Professorin für Philosophie an das Wellesley College berufen. Von 1886 bis 1887 und von 1893 bis 1894 reiste sie für weitere Studien wieder nach Europa.
1897 erfand und veröffentlichte sie ein Spiel „Bellecycle“, welches zu einem Preis von 3,75 US-Dollar von der Morgan Bellecycle Company aus Oberlin, Ohio, hergestellt wurde.

## Veröffentlichungen (Auswahl)
- 1886: The White Lady
- 1887: Scripture Studies on the Origin and Destiny of Man
- 1889: Philosophical studies in literature, 2012, ISBN 978-1273522062.
- 1897: The bellecycle: a drama of aesthetic athletics: being the vacation games and exercises of Anne Eugenia Morgan, interpreted by her Sprite of recreation